# Microregiunea Nagyatád
Microregiunea Nagyatád (în maghiară Nagyatádi kistérség) a fost o microregiune statistică (kistérség) din județul Somogy, Ungaria.
Cu o populație de 25.609 locuitori și o suprafață de 647,07 km2, aceasta a existat până în 2014, când în Ungaria, microregiunile ”kistérségek” au fost înlocuite de districte (járások).